# مالكولم مارمورشتاين
مالكوم مارمورشتاين (9 أغسطس 1928 - 21 نوفمبر 2020)، هو كاتب سيناريو ومخرج أمريكي.
توفي مارمورشتاين في 21 نوفمبر 2020 عن عمر يناهز 92 عامًا بسبب السرطان. 

## روابط خارجية
- مالكولم مارمورشتاين على موقع IMDb (الإنجليزية)
- مالكولم مارمورشتاين على موقع ألو سيني (الفرنسية)
- مالكولم مارمورشتاين على موقع أول موفي (الإنجليزية)
- مالكولم مارمورشتاين على موقع قاعدة بيانات الأفلام السويدية (السويدية)
- مالكولم مارمورشتاين على موقع قاعدة بيانات الفيلم (الإنجليزية)
- مالكولم مارمورشتاين على موقع كينوبويسك (الروسية)